# Später Frühling
Später Frühling (jap. 晩春, Banshun) ist ein japanischer Film des Regisseurs Ozu Yasujirō aus dem Jahre 1949. In Deutschland wurde das Drama erstmals am 15. März 1972 in der ARD ausgestrahlt.

## Handlung
Der verwitwete Professor Shukichi Somiya hat eine Tochter im heiratsfähigen Alter namens Noriko. Allerdings möchte Noriko lieber bei ihrem Vater leben, da sie ihn nicht allein lassen möchte. Um ihr das Verlassen des väterlichen Hauses zu vereinfachen, täuscht Somiya eine Beziehung zu einer jüngeren Frau vor.

## Hintergrund
Später Frühling ist der erste Teil der sogenannten Noriko-Trilogie (neben Später Frühling auch Weizenherbst und Die Reise nach Tokyo). Chishū Ryū und Setsuko Hara spielen in allen drei Filmen mit, auch wenn es sich nicht um dieselben Personen handelt. Nachdem Später Frühling sehr erfolgreich war, wollte die Produktionsgesellschaft Shochiko eine ähnliche Geschichte von Ozu produzieren.
Das Familiendrama zählt zu den typischsten Filmen des Regisseurs. Man kann Später Frühling sozusagen als Ur-Typ der sich ständig wiederholenden Themen von Ozus Filmen bezeichnen.

## Kritiken
„Mit großer Sensibilität gestaltetes Werk, das sich mit Konfliktsituationen innerhalb der japanischen Familie befaßt.“

## Auszeichnungen
Später Frühling gewann bei den Kinema Junpo Awards 1950 die Auszeichnung als bester Film. Zusätzlich gewann der Film beim Mainichi Eiga Concours 1950 vier Preise: bester Film, beste Regie (Yasujiro Ozu), beste Schauspielerin (Setsuko Hara) und bestes Drehbuch (Kōgo Noda und Yasujiro Ozu).